# 倉富純男
倉富 純男（くらとみ すみお、1953年8月13日 - ）は、日本の実業家。西日本鉄道代表取締役会長、九州経済連合会会長、福岡県経営者協会会長、九州経営者協会会長、日本バス協会副会長。

## 略歴
- 福岡県うきは市生まれ[2]。福岡教育大学附属久留米中学校、福岡県立明善高等学校を経て[3]、1978年に青山学院大学法学部卒業、同年西日本鉄道入社[4]。
- 2003年に都市開発事業本部流通レジャー事業部長などを経て、2011年取締役常務執行役員経営企画本部長[1][5]。2013年6月27日に代表取締役社長就任[6]。
- 都市開発事業畑で長年にわたってソラリアステージなど福岡市・天神地区の商業施設の開発、運営に携わった。2011年からは経営企画本部長として中期経営計画をまとめた。[5]
- 竹島和幸前社長と同様に流通レジャー事業部長や都市開発事業本部長・経営企画本部長も務め、グループ事業全般に精通しているが、西鉄は2代続けてバスや鉄道部門の経験のない人が社長に就くことになった[7]。日本バス協会副会長[8]。
- 2021年4月1日、林田浩一が代表取締役社長に就任することに伴い、代表取締役会長に就任。[9]
- 2021年4月、福岡県経営者協会会長、九州経営者協会会長[10]。
- 2021年6月、九州経済連合会会長[11]。